# حارة مسيك الشرقية (صنعاء)

تعديل مصدري - تعديل

حارة مسيك الشرقية هي إحدى حارات حي شعوب بمديرية شعوب إحد مديريات العاصمة اليمنية صنعاء، بلغ تعداد سكانها 6634 نسمة حسب تعداد اليمن لعام 2004.